# エクセルパス
エクセルパスは、九州旅客鉄道（JR九州）が発売する特急・急行列車の自由席が利用出来る定期乗車券である。九州新幹線・西九州新幹線用の「新幹線エクセルパス」もある。

## 概説
特急定期券の設定区間内の、特急列車自由席が利用出来る。有効期間の設定は、通勤・通学共1箇月・3箇月・6箇月である。別に座席指定券・グリーン券を買い求めれば、指定席・グリーン席も利用出来る。又、特急停車駅以外からも利用出来る（特急利用区間は最初の特急停車駅相互間となる）。

## エクセルパス用回数券
- エクセルパスと併用して指定席・グリーン席に利用出来るが、DXグリーン席・ゆふDXの展望席・新幹線には利用出来ない。
- 乗車特急列車毎に1枚必要になる。

※平成27年3月31日に発売終了。

## 沿革
- 1989年（平成元年）7月1日 - 発売開始。
- 1998年（平成10年）10月1日 - 下半期販売促進キャンペーンの一環として、社内の誰もが利用出来る企業用特急定期券「エクセルパス」を発売。博多～小倉間限定。1箇月5万5000円（48%割引）
- 2004年（平成16年）3月13日 - 九州新幹線用の「つばめエクセルパス」発売開始。
- 2005年（平成17年）10月1日 - 福岡市内への通勤・通学者向けに、JRの特急列車と福岡市営地下鉄を1枚の定期券で乗り継げるエクセルパスを発売
- 2011年（平成23年）3月12日 - 九州新幹線全線開業に伴い、九州新幹線定期乗車券を「新幹線エクセルパス」に改称。
- 2022年（令和4年）9月23日 - 西九州新幹線の開業に伴い、「新幹線エクセルパス」に西九州新幹線の各区間を設定。

## SUGOCAによる発行
在来線用のエクセルパスは、SUGOCAに載せることも可能である。なお、SUGOCA定期券は紛失時の再発行が可能であるが、SUGOCAエクセルパスを紛失した場合、乗車券部分のみが再発行の対象となる。

## 備考
- 小倉駅では、鹿児島本線との競合区間である西日本旅客鉄道（JR西日本）山陽新幹線小倉 - 博多間を同社の「FREX」とエクセルパスとの値段の比較をしている広告が掲示されている。
- 「新幹線エクセルパス」は他の新幹線定期券と異なり、6か月用も発売されている。博多 - 鹿児島中央間の通勤6か月定期券は、1,211,140円（2020年6月現在）と高額である[4]。